# Itame flavicaria
Itame flavicaria là một loài bướm đêm trong họ Geometridae.